# Wiesme
Wiesme (Waals: Vieme-dilé-Biarin) is een plaats en deelgemeente van de Belgische gemeente Beauraing. Wiesme ligt in de provincie Namen en was tot 1 januari 1977 een zelfstandige gemeente. Het is vooral een landbouwgemeente. Het spoorwegstation ligt op de lijn 166 die Dinant met Beauraing verbindt.

## Demografische ontwikkeling
- Bronnen:NIS, Opm:1831 tot en met 1970=volkstellingen, 1976= inwoneraantal op 31 december

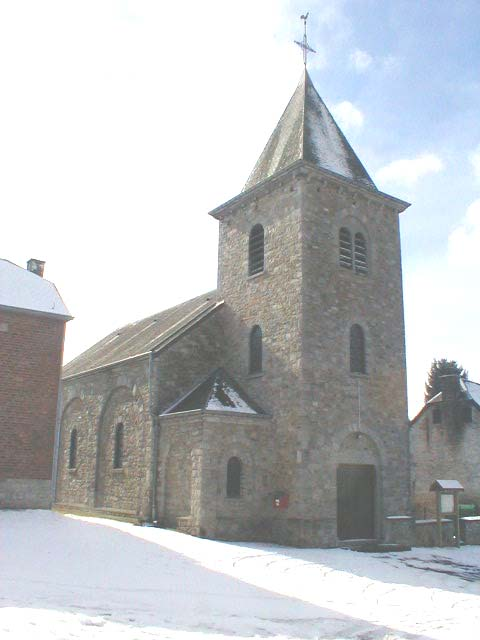
Kerk in Wiesme